# Amerikanisches Generalkonsulat (Bremen)

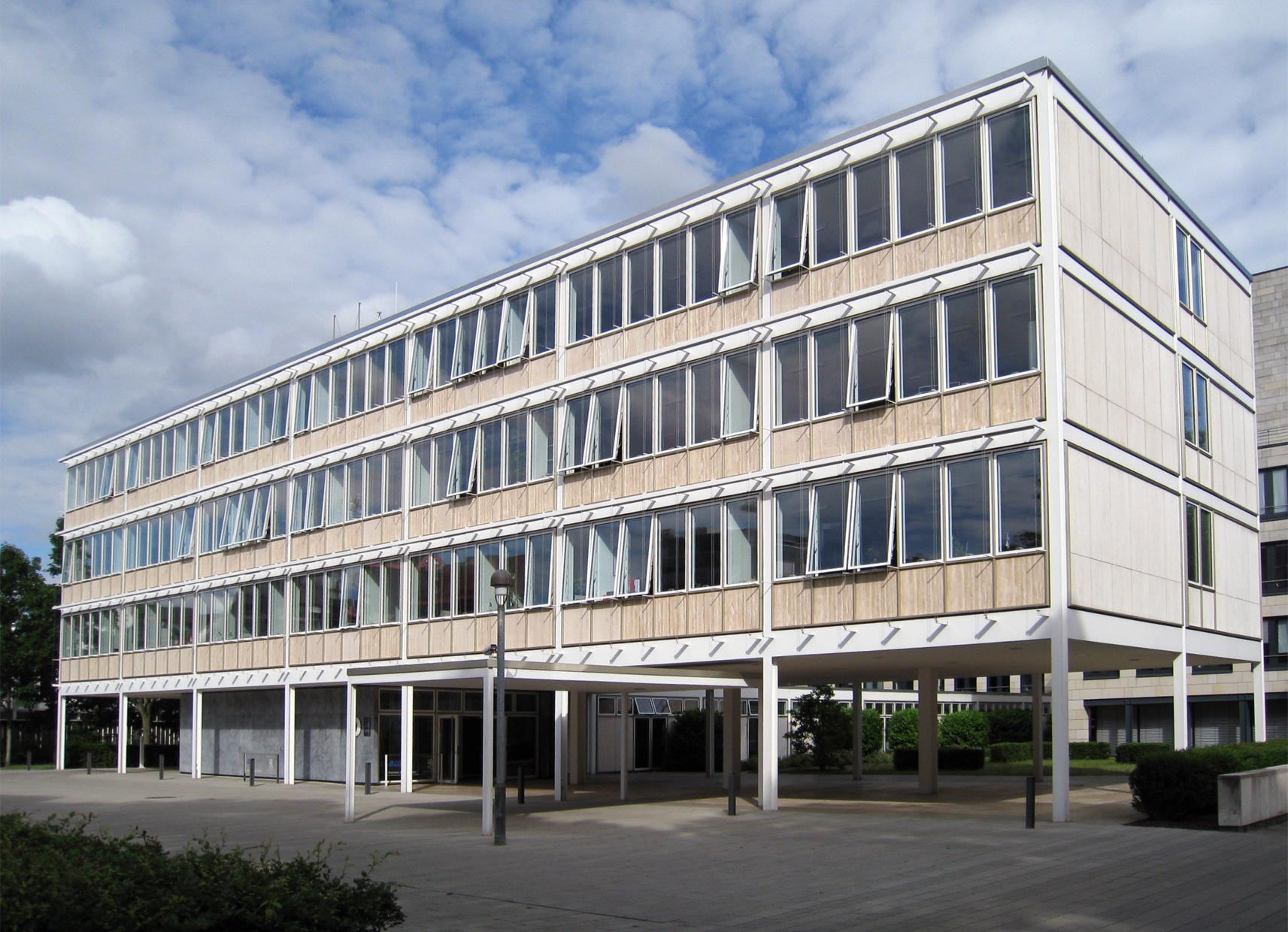
Ehemaliges Amerikanisches Generalkonsulat in Bremen (2007).

Das Gebäude des ehemaligen Amerikanischen Generalkonsulats wurde 1954 nach Entwürfen des in Chicago gegründeten Architekturbüros Skidmore, Owings and Merrill (SOM) unter Mitwirkung von Otto Apel aus Bremen am heutigen Präsident-Kennedy-Platz 1 im Bremer Stadtteil Mitte errichtet und ist somit der erste bedeutende Bau des sogenannten „Internationalen Stils“ der Nachkriegsmoderne in Bremen. 
Das Gebäude steht seit 1994 unter Bremischen Denkmalschutz.

## Gebäude
Das sehr puristisch gestaltete Gebäude besteht aus zwei langgezogenen kubischen Baukörpern, die im rechten Winkel zueinander stehen. Die Front zum Platz hin nimmt der Haupttrakt mit drei Etagen ein, wobei das Erdgeschoss – bis auf das Foyer – offen ist, da der Bau auf Stelzen steht. Der eingeschossige Seitentrakt steht an der straßenabgewandten Seite (zum Staatsarchiv hin) und reicht bis unter den Hauptbau. An der Schnittstelle beider Flügel befinden sich Eingangsbereich und Treppenhaus. Die Konstruktion basiert auf einem Stahlskelettbau mit einem 6 × 6 Meter-Raster aus schmalen, weiß lackierten Doppel-T-Trägern. Die Fassade ist mit Platten aus beigefarbenen Travertin verkleidet und wird an den Längsseiten durch drei durchgehende Fensterbänder gegliedert.
In einer Jurybeurteilung des Bundes Deutscher Architekten (BDA) aus dem Jahr 1975 heißt es zu dem Bauwerk:

„Das […] Konsulat war ein wichtiger Orientierungspunkt für die Deutsche Nachkriegsarchitektur. Das in Stahlskelett konzipierte Gebäude besticht durch den einfachen Grundriß, die sinnvolle Konstruktion und die klare Form.“

Nach dem Auszug des amerikanischen Generalkonsulats Ende der achtziger Jahre wurde das Gebäude von verschiedenen Firmen genutzt. 2005 wurde es für die Nutzung durch die BLG Logistics Group (vormals Bremer Lagerhaus Gesellschaft) komplett saniert. Trotz einiger Veränderungen, wie der Installation von Sonnenschutzrollos, blieb der Gesamtcharakter des Bauwerks erhalten.
Mit dem Bau des Generalkonsulats erfolgte auch der Bau der Wohnanlage Marcusallee 2/4 für die Mitarbeiter des Generalkonsulats durch dieselbe Architektengruppe (SOM). Auch diese Gebäudegruppe ähnelt im Architekturstil den Gebäuden des Generalkonsulats. Das Gebäude wurde ab 1966 durch das Universitätsbauamt und nach 1982 wieder für Wohnungen genutzt.

## Geschichte der bremisch-amerikanischen diplomatischen Beziehungen

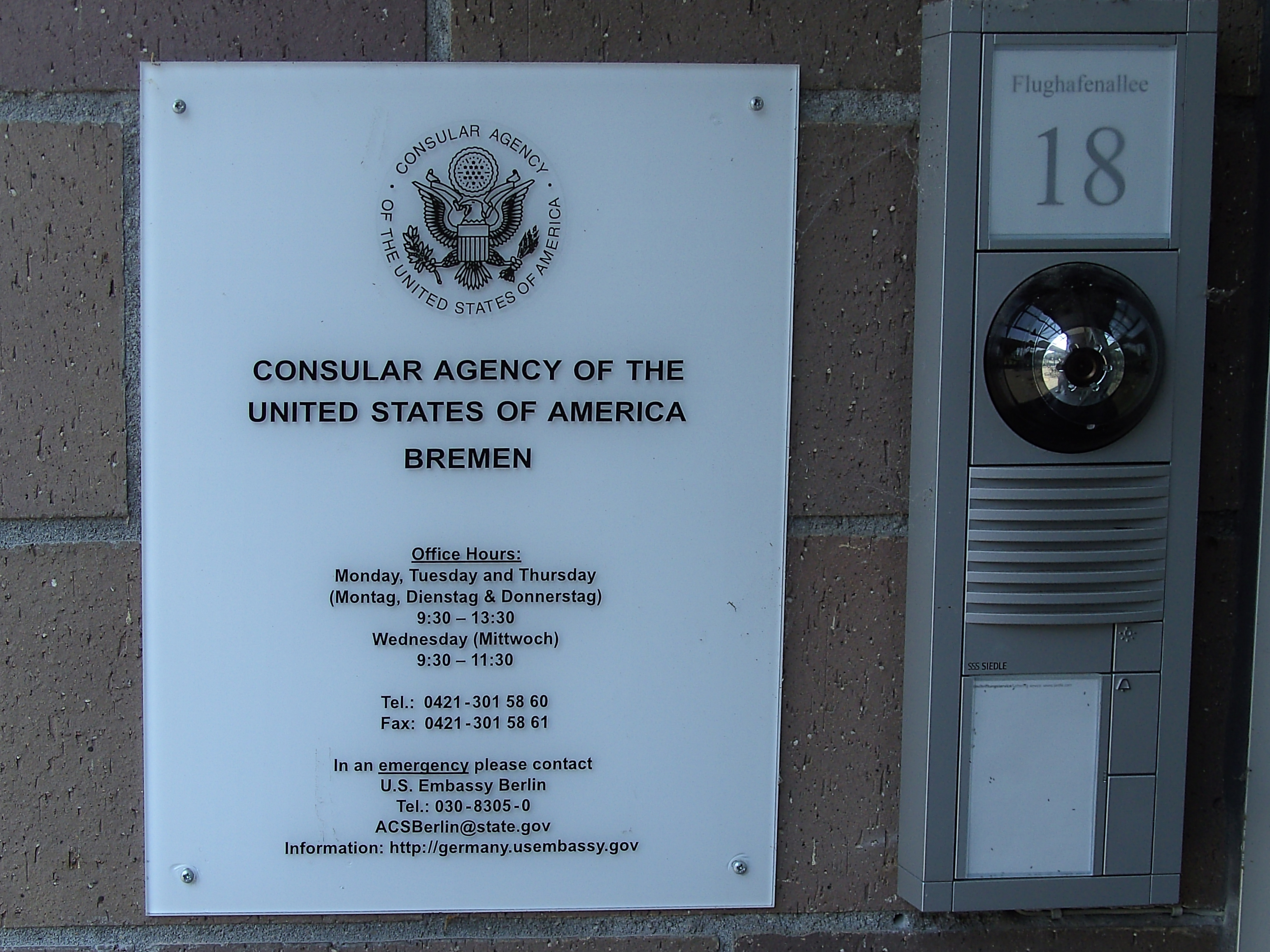
Bis 2018 bestand eine amerikanische Vertretung in Bremen durch die Consular Agency Bremen.

Nach dem Amerikanischen Unabhängigkeitskrieg war Bremen 1783 einer der ersten Staaten, welcher die Vereinigten Staaten von Amerika als Staat anerkannten. 1794 wurde dann auf Veranlassung George Washingtons in Bremen ein US-Konsulat eröffnet. Es handelte sich um eines der ersten Konsulate auf dem europäischen Kontinent. Im Gegenzug eröffnet Bremen Konsulate in unter anderem in New York (1815), Baltimore (1821), Philadelphia (1827) und Boston (1827). Die Beziehungen waren einerseits vom Handel, andererseits von der über Bremen und Bremerhaven ablaufenden Emigration in die USA geprägt.
1847 wurde durch die Ocean Steam Navigation Company über Bremerhaven die erste direkte und regelmäßige Dampfschiff-Verbindung zwischen den Vereinigten Staaten und Kontinentaleuropa hergestellt. 1890 wird durch John D. Rockefeller und die bremischen Kaufleute Franz Ernst Schütte, Carl Schütte und Wilhelm Anton Riedemann die Deutsch-Amerikanische Petroleum AG gegründet, aus der sich das Unternehmen Esso entwickeln sollte. 1913 erreichte die Auswanderung über die bremischen Häfen ihren Höhepunkt mit 240.000 Personen im Jahr. Insgesamt wanderten über Bremen und Bremerhaven bis in die 1930er-Jahre 7,1 Millionen Menschen aus. Nachdem schließlich das Generalkonsulat in Bremen geschlossen worden war, übernahm das „Bremen United States Center“ im „World Trade Center Bremen“ 2003 Teile der Aufgaben des Konsulates.
Bis 2018 bestand eine amerikanische Vertretung in Bremen durch die Consular Agency Bremen (Konsularagentur), Flughafenallee 18, beim Flughafen Bremen.

## Heutige Nutzung des Gebäudes

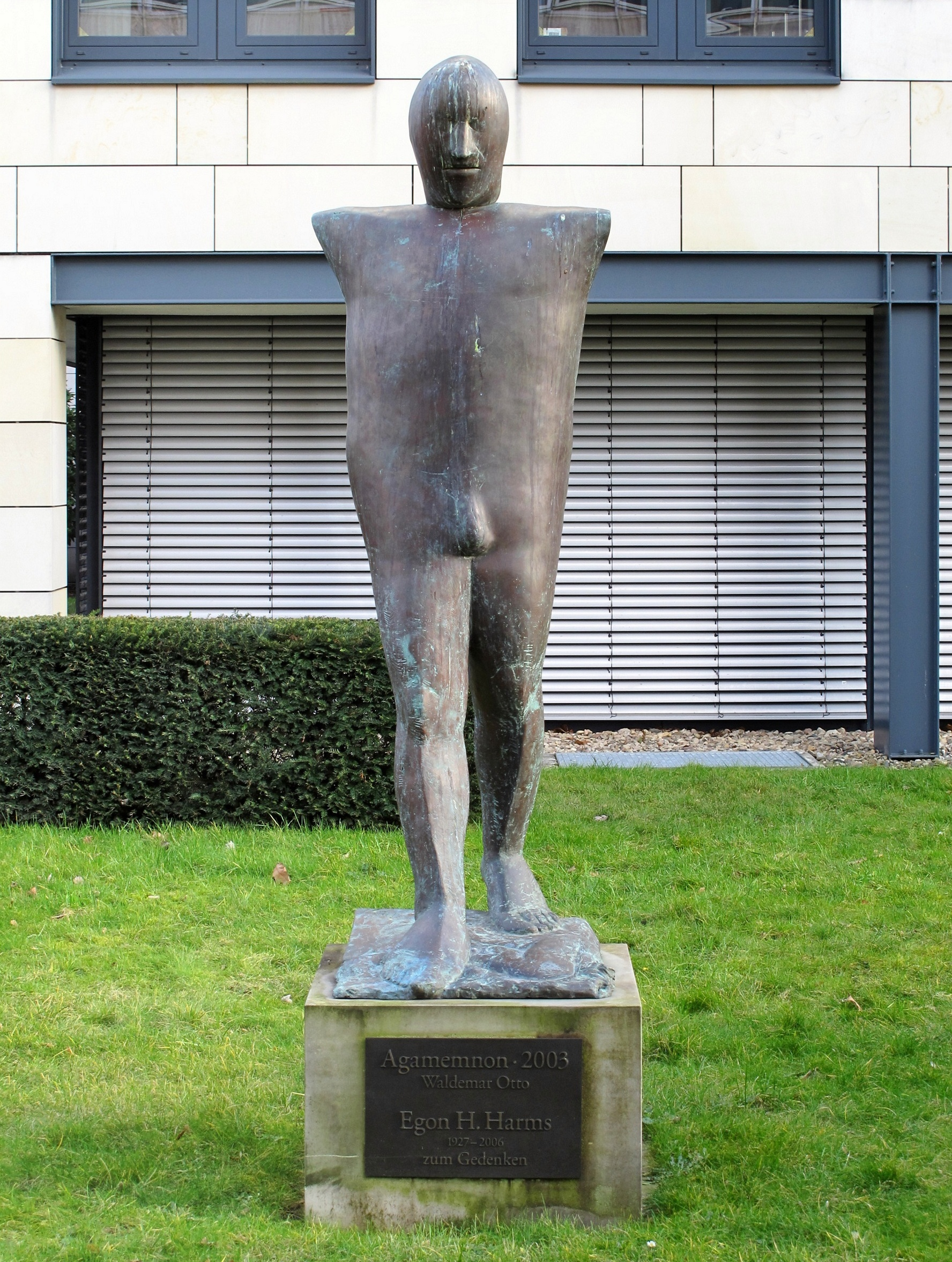
Agamemnon

Die BLG Logistics Group nutzt aktuell das Gebäude als Hauptverwaltungssitz. Für die Umnutzung des Gebäudes wurden die Fassade und die Innenarchitektur unter hohen Auflagen des Denkmalschutzes saniert. Das Foyer und das Treppenhaus sind im Originalzustand erhalten geblieben. Die Architekten + Designer, Müller, Diederichs, Keil, Gruppe GME wurden für die Sanierung mit einer Anerkennung im Rahmen des Bremer Denkmalpflegepreises 2010 geehrt.
Die BLG hat 2009 bei ihrem Gebäude im Innenhof die Skulptur Agamemnon von Waldemar Otto zur Ehrung des Bremer Unternehmers Egon H. Harms (1927–2006) aufgestellt.